# Confederation of Independent Football Associations
La Confederation of Independent Football Associations (CONIFA) è una federazione internazionale di calcio fondata nel 2013 alla quale sono affiliate squadre che rappresentano le nazioni, le dipendenze, gli Stati senza un riconoscimento internazionale, le minoranze etniche, i popoli senza Stato, le regioni e le micronazioni non affiliate alla FIFA.
Organizza la Coppa del mondo CONIFA, la cui prima edizione si è svolta nel 2014 a Östersund, Svezia. Mentre la prima edizione della Coppa europea di calcio CONIFA si è tenuta nel giugno 2015 e si svolse nella Terra dei Siculi, Romania.

## Membri
Al 5 gennaio 2023, la CONIFA conta 58 membri.
Europa (25)
- Abcasia
- Alta Ungheria
- Armenia occidentale
- Artsakh
- Ticino
- Ciamuria
- Cipro del Nord
- Contea di Nizza
- Cornovaglia
- Délvidék
- Due Sicilie
- Elba
- Ellan Vannin
- Lapponia
- Monaco
- Occitania
- Ossezia del Sud
- Padania
- Rezia
- Romanì
- Sardegna
- Sicilia
- Terra dei Siculi
- Transcarpazia
- Yorkshire

Africa (11)
- Barawa
- Barotseland
- Cabilia
- Darfur
- Isole Chagos
- Matabeleland
- Katanga
- Sahara Occidentale
- Somaliland
- Yoruba
- Zanzibar

Asia (12)
- Aramea
- Coreani uniti in Giappone
- Karen
- Kurdistan
- Lezigia
- Panjab
- Papua occidentale
- Rohingya
- Ryukyu
- Tamil Eelam
- Tibet
- Uiguristan

America del nord (5)
- Messico ANBM
- Cascadia
- Cuzcatlán
- Québec

America del sud (6)
- Comunità armena in Argentina
- San Paolo
- Maule Sur
- Mapuche
- Aymara
- Isola di Pasqua

Oceania (4)
- Hawaii
- Kiribati
- Mariya
- Tuvalu

## Competizioni

### Competizioni nazionali

#### Maschili
- Coppa del mondo CONIFA
- Coppa europea di calcio CONIFA
- Coppa africana di calcio CONIFA[2]
- Coppa asiatica di calcio CONIFA[2]
- Coppa sudamericana di calcio CONIFA

#### Femminili
- Coppa del mondo femminile CONIFA[2]
- Women's Friendship Cup

### Competizioni per club

#### Maschili
- KTFF Süper Lig

- Coca-Cola GM

- Liga de Balompié Mexicano[3]